# Alberto Achacaz Walakial
Alberto Achacaz Walakial (Puerto Edén, 1929 - Punta Arenas, 4 de agosto de 2008) fue un ciudadano de Chile y uno de los últimos representantes de la etnia kawésqar, (se les conoce también como "alacalufes", que vivían en los canales al norte del Estrecho de Magallanes). Se estima que solo existían una docena de kawésqar a la muerte de Achacaz en 2008. 
Según su relato, se casó alrededor de los 29 años con K'eótcok, quien más tarde se llegó a llamar Margarita Auxiliadora Molinari Edén (c. 1920
-1999), pues antes de eso los mayores no le permitieron formar una familia, ya que consideraban que no sabía lo necesario. Antes de casarse tuvo que construir una canoa a partir de un tronco y luego hizo vida nómade con K'eótcok y algunos parientes de ambos. De los hijos que tuvieron, la primera se llamó Anita (nombre originario Nóus, 1956-2011). Sus otros hijos se llamaron Verónica Margarita y Yolanda. Además, ambos tuvieron un hijo de crianza y Margarita Molinari tuvo un hijo (Carlos López) de una pareja anterior.
En la década de 1990, Achacaz le relató su vida al investigador Carlos Vega, quien publicó la narración con el título Cuando el cielo se oscurece (Samán arkachoé), Historia de Vida, testimonio alacalufe de Alberto Achacaz Walakial.
Achacaz vivía en una modesta casa, que careció de un sistema de drenaje moderno. Había vivido solo desde la muerte de su esposa en 1999. Se ganaba la vida fabricando objetos artesanales, canastos y figuras de canoas. 
Achacaz había sido hospitalizado en Punta Arenas, Chile, desde finales de junio de 2008, donde había llegado al hospital desnutrido y deshidratado pesando menos de 130 libras (58 kg). Fue admitido en la Unidad de Cuidados Intensivos del Hospital Naval. Además, le fue encontrado un choque séptico que afectó su vesícula y pulmones.
Alberto Achacaz Walakial falleció de envenenamiento a la sangre en el hospital de Punta Arenas el lunes, 4 de agosto, de 2008, de acuerdo al reportaje del periódico local La Prensa Austral. Para los documentos oficiales del Estado de Chile tenía 79 años, sin embargo se cree que Achacaz tenía más de 90 años al morir.

## Los kawésqar
Los kawésqar también conocidos con el nombre de alacalufes eran nómades cazadores-recolectores que recorrían en sus canoas los canales del sudoeste de la Patagonia. Desde mediados del siglo XX se establecieron en Puerto Edén en la isla Wellington y enfrentan una posible extinción cultural por el abandono del modo de vida tradicional, las enfermedades asociadas a la sedentarización y la disgregación de los lazos sociales y familiares dentro del grupo.